# Стил, Уилли
Уильям Самуэль Стил (англ. William Samuel Steele; 14 июля 1923, Сили, Калифорния — 19 сентября 1989, Окленд, Калифорния) — американский легкоатлет (прыжок в длину), чемпион летних Олимпийских игр 1948 года в Лондоне.

## Биография
В 1942 году Стил победил на юниорских соревнованиях Ассоциации американских университетов (AAU) с результатом 7,80 м, что сделало его лидером мирового рейтинга. Затем он три года служил в армии на Филиппинах и в Италии. После окончания службы в 1946 году он стал чемпионом AAU 7,80 м — лучший результат сезона в мире. В 1947 году он снова выиграл чемпионат AAU, а на соревнованиях Национальной ассоциация студенческого спорта (NCAA), выступая за штат Сан-Диего, он прыгнул на 8,08 м — результат, близкий к мировому рекорду Джесси Оуэнса. На следующий год снова стал чемпионом NCAA, прыгнув 7,97 м и стал вторым человеком в мире, дважды прыгнувшим за 26 футов (7,92 м).
На Олимпиаде в Лондоне Стил получил несколько травм. В квалификации он прыгнул 7,78 м, а в финале его лучший прыжок составил 7,83 м. Он стал олимпийским чемпионом, опередив австралийца Билла Брюса (7,56 м) и американца Херба Дугласа (7,55 м). В финальной части соревнований Стил совершил два прыжка и из-за травмы отказался от остальных попыток. Впоследствии он играл в американский футбол за клуб «LA Rams», но его продолжали преследовать травмы и поэтому он не смог достичь каких-либо значимых спортивных результатов.